# Campeonato FIBA África de 2007
El Campeonato FIBA África de 2007 fue la 24ª edición que se desarrolló en Angola del 15 al 25 de agosto. El torneo fue jugado en Benguela, Lubango, Cabinda, Huambo y Luanda.
El torneo también fue válido para la clasificación a los juegos olímpicos de 2008, y para el FIBA Diamond Ball de ese año. Angola clasificó a los Juegos Olímpicos y al FIBA Diamond Ball como campeón continental, mientras Camerún y Cabo Verde jugaron el Torneo Preolímpico FIBA 2008.

## Sedes
| Grupo       | Ciudad   | Instalación                     | Capacidad |
| ----------- | -------- | ------------------------------- | --------- |
| Ronda Final | Luanda   | Pavilhão da Cidadela            | 6,873     |
| Grupo A     | Benguela | Pavilhão Acácias Rubras         | 2,100     |
| Grupo B     | Lubango  | Pavilhão Nossa Senhora do Monte | 2,000     |
| Grupo C     | Huambo   | Pavilhão Serra Van-Dunem        | 2,010     |
| Grupo D     | Cabinda  | Pavilhão do Tafe                | 2,000     |

## Equipos participantes
| Grupo A                            | Grupo B                             | Grupo C                                                                  | Grupo D                            |
| ---------------------------------- | ----------------------------------- | ------------------------------------------------------------------------ | ---------------------------------- |
| Angola Cabo Verde Marruecos Ruanda | Costa de Marfil Egipto Malí Senegal | Nigeria Liberia República Centroafricana República Democrática del Congo | Camerún Mozambique Sudáfrica Túnez |

## Ronda Preliminar

### Grupo A
|   | Equipo     | Pts | G | P | PF  | PC  | Dif |
| - | ---------- | --- | - | - | --- | --- | --- |
| 1 | Angola     | 6   | 3 | 0 | 317 | 168 | 149 |
| 2 | Cabo Verde | 5   | 2 | 1 | 200 | 242 | -42 |
| 3 | Marruecos  | 4   | 1 | 2 | 216 | 257 | -41 |
| 4 | Ruanda     | 3   | 0 | 3 | 192 | 258 | -66 |

| Fecha        | Hora¹ | Partido    | Partido | Partido    | Resultado |
| ------------ | ----- | ---------- | ------- | ---------- | --------- |
| 15 de agosto |       | Angola     | -       | Ruanda     | 109-66    |
| 17 de agosto |       | Cabo Verde | -       | Marruecos  | 85-80     |
| 18 de agosto |       | Angola     | -       | Cabo Verde | 100-44    |
| 18 de agosto |       | Ruanda     | -       | Marruecos  | 64-78     |
| 19 de agosto |       | Ruanda     | -       | Cabo Verde | 62-71     |
| 19 de agosto |       | Angola     | -       | Marruecos  | 108-58    |

### Grupo B
|   | Equipo          | Pts | G | P | PF  | PC  | Dif |
| - | --------------- | --- | - | - | --- | --- | --- |
| 1 | Egipto          | 5   | 2 | 1 | 205 | 201 | 4   |
| 2 | Costa de Marfil | 5   | 2 | 1 | 195 | 199 | -4  |
| 3 | Senegal         | 4   | 1 | 2 | 211 | 201 | 10  |
| 4 | Malí            | 4   | 1 | 2 | 206 | 216 | -10 |

| Fecha        | Hora¹ | Partido         | Partido | Partido         | Resultado |
| ------------ | ----- | --------------- | ------- | --------------- | --------- |
| 17 de agosto |       | Malí            | -       | Senegal         | 70-85     |
| 17 de agosto |       | Egipto          | -       | Costa de Marfil | 73-65     |
| 18 de agosto |       | Senegal         | -       | Costa de Marfil | 63-65     |
| 18 de agosto |       | Malí            | -       | Egipto          | 73-66     |
| 19 de agosto |       | Senegal         | -       | Egipto          | 63-66     |
| 19 de agosto |       | Costa de Marfil | -       | Malí            | 65-63     |

### Grupo C
|   | Equipo                          | Pts | G | P | PF  | PC  | Dif  |
| - | ------------------------------- | --- | - | - | --- | --- | ---- |
| 1 | Nigeria                         | 6   | 3 | 0 | 306 | 163 | 143  |
| 2 | República Centroafricana        | 5   | 2 | 1 | 216 | 194 | 22   |
| 3 | República Democrática del Congo | 4   | 1 | 2 | 212 | 225 | -13  |
| 4 | Liberia                         | 3   | 0 | 3 | 163 | 315 | -152 |

| Fecha        | Hora¹ | Partido                         | Partido | Partido                         | Resultado |
| ------------ | ----- | ------------------------------- | ------- | ------------------------------- | --------- |
| 17 de agosto |       | Liberia                         | -       | Nigeria                         | 35-139    |
| 17 de agosto |       | República Democrática del Congo | -       | República Centroafricana        | 58-66     |
| 18 de agosto |       | Nigeria                         | -       | República Centroafricana        | 77-54     |
| 18 de agosto |       | Liberia                         | -       | República Democrática del Congo | 69-80     |
| 19 de agosto |       | Nigeria                         | -       | República Democrática del Congo | 90-74     |
| 19 de agosto |       | República Centroafricana        | -       | Liberia                         | 96-59     |

### Grupo D
|   | Equipo     | Pts | G | P | PF  | PC  | Dif |
| - | ---------- | --- | - | - | --- | --- | --- |
| 1 | Camerún    | 6   | 3 | 0 | 230 | 183 | 47  |
| 2 | Túnez      | 5   | 2 | 1 | 215 | 202 | 13  |
| 3 | Mozambique | 4   | 1 | 2 | 174 | 197 | -23 |
| 4 | Sudáfrica  | 3   | 0 | 3 | 183 | 220 | -37 |

| Fecha        | Hora¹ | Partido    | Partido | Partido    | Resultado |
| ------------ | ----- | ---------- | ------- | ---------- | --------- |
| 17 de agosto |       | Camerún    | -       | Mozambique | 66-54     |
| 17 de agosto |       | Sudáfrica  | -       | Túnez      | 66-72     |
| 18 de agosto |       | Mozambique | -       | Túnez      | 61-73     |
| 18 de agosto |       | Camerún    | -       | Sudáfrica  | 89-59     |
| 19 de agosto |       | Mozambique | -       | Sudáfrica  | 59-58     |
| 19 de agosto |       | Túnez      | -       | Camerún    | 70-75     |

## Ronda de Calificación
| Fecha        | Hora¹ | Partido                         | Partido | Partido   | Resultado |
| ------------ | ----- | ------------------------------- | ------- | --------- | --------- |
| 21 de agosto |       | Marruecos                       | -       | Liberia   | 93-54     |
| 21 de agosto |       | Mozambique                      | -       | Malí      | 61-67     |
| 21 de agosto |       | Senegal                         | -       | Sudáfrica | 99-76     |
| 21 de agosto |       | República Democrática del Congo | -       | Ruanda    | 87-89     |

| Fecha        | Hora¹ | Puesto 13°-16°                  | Puesto 13°-16° | Puesto 13°-16° | Resultado |
| ------------ | ----- | ------------------------------- | -------------- | -------------- | --------- |
| 22 de agosto |       | República Democrática del Congo | -              | Sudáfrica      | 74-77     |
| 22 de agosto |       | Mozambique                      | -              | Liberia        | 81-65     |

| Fecha        | Hora¹ | Puesto 9°-12° | Puesto 9°-12° | Puesto 9°-12° | Resultado |
| ------------ | ----- | ------------- | ------------- | ------------- | --------- |
| 22 de agosto |       | Marruecos     | -             | Malí          | 76-66     |
| 22 de agosto |       | Senegal       | -             | Ruanda        | 93-58     |

| Fecha        | Hora¹ | 15° Puesto                      | 15° Puesto | 15° Puesto | Resultado |
| ------------ | ----- | ------------------------------- | ---------- | ---------- | --------- |
| 23 de agosto |       | República Democrática del Congo | -          | Liberia    | 92-84     |
| Fecha        | Hora¹ | 13° Puesto                      | 13° Puesto | 13° Puesto | Resultado |
| 23 de agosto |       | Sudáfrica                       | -          | Mozambique | 97-85     |

| Fecha        | Hora¹ | 11° Puesto | 11° Puesto | 11° Puesto | Resultado |
| ------------ | ----- | ---------- | ---------- | ---------- | --------- |
| 23 de agosto |       | Malí       | -          | Ruanda     | 78-74     |
| Fecha        | Hora¹ | 9° Puesto  | 9° Puesto  | 9° Puesto  | Resultado |
| 23 de agosto |       | Marruecos  | -          | Senegal    | 68-79     |

## Ronda Final
|  | Cuartos de final         | Cuartos de final |              |        | Semifinales  | Semifinales  |  |  | Final        | Final |
|  |                          |                  |              |        |              |              |  |  |              |       |
|  | 21 de agosto             |                  |              |        |              |              |  |  |              |       |
|  |                          |                  |              |        |              |              |  |  |              |       |
|  | Angola                   | 71               |              |        |              |              |  |  |              |       |
|  | Angola                   | 71               | 23 de agosto |        |              |              |  |  |              |       |
|  | República Centroafricana | 58               |              |        |              |              |  |  |              |       |
|  | República Centroafricana | 58               | Angola       | 93     |              |              |  |  |              |       |
|  | 21 de agosto             |                  | Angola       | 93     |              |              |  |  |              |       |
|  |                          | Cabo Verde       | 60           |        |              |              |  |  |              |       |
|  | Nigeria                  | Cabo Verde       | 60           | 53     |              |              |  |  |              |       |
|  | Nigeria                  |                  | 25 de agosto | 53     |              |              |  |  |              |       |
|  | Cabo Verde               | 62               |              |        |              |              |  |  |              |       |
|  | Cabo Verde               | 62               | Angola       | 86     |              |              |  |  |              |       |
|  | 21 de agosto             |                  | Angola       | 86     |              |              |  |  |              |       |
|  |                          | Camerún          | 72           |        |              |              |  |  |              |       |
|  | Egipto                   | Camerún          | 72           | 67     |              |              |  |  |              |       |
|  | Egipto                   | 23 de agosto     |              | 67     |              |              |  |  |              |       |
|  | Túnez                    | 57               |              |        |              |              |  |  |              |       |
|  | Túnez                    | 57               | Egipto       | 52     | Tercer lugar | Tercer lugar |  |  |              |       |
|  | 21 de agosto             |                  | Egipto       | 52     |              |              |  |  |              |       |
|  |                          | Camerún          | 58           |        |              |              |  |  |              |       |
|  | Camerún                  | Camerún          | 58           | 76     | Cabo Verde   | 53           |  |  |              |       |
|  | Camerún                  |                  |              | 76     | Cabo Verde   | 53           |  |  |              |       |
|  | Costa de Marfil          | 56               |              | Egipto | 51           |              |  |  |              |       |
|  | Costa de Marfil          | 56               |              |        | 51           |              |  |  |              |       |
|  |                          |                  |              |        |              |              |  |  | 25 de agosto |       |
|  |                          |                  |              |        |              |              |  |  |              |       |

| Fecha        | Hora¹ | Puesto 5°- 8°   | Puesto 5°- 8° | Puesto 5°- 8°            | Resultado |
| ------------ | ----- | --------------- | ------------- | ------------------------ | --------- |
| 22 de agosto |       | Nigeria         | -             | República Centroafricana | 80-46     |
| 22 de agosto |       | Costa de Marfil | -             | Túnez                    | 63-73     |

| Fecha        | Hora¹ | 7° Puesto                | 7° Puesto | 7° Puesto       | Resultado |
| ------------ | ----- | ------------------------ | --------- | --------------- | --------- |
| 23 de agosto |       | República Centroafricana | -         | Costa de Marfil | 69-63     |
| Fecha        | Hora¹ | 5° Puesto                | 5° Puesto | 5° Puesto       | Resultado |
| 24 de agosto |       | Nigeria                  | -         | Túnez           | 83-82     |

| Angola         |
| Campeón Angola |
| Noveno título  |

## Galardones
- MVP :

 Joaquim Gomes (ANG)
- Quinteto ideal :

 Marques Houtman (CVR)
 Joaquim Gomes (ANG)
 Luc Mbah a Moute (CAM)
 Olímpio Cipriano (ANG)
 Rodrigo Mascarenhas (CVR)